# La Vérité si je mens !
Série La Vérité si je mens !
La Vérité si je mens ! 2
(2001)
Pour plus de détails, voir Fiche technique et Distribution.
La Vérité si je mens ! est un film français réalisé par Thomas Gilou, sorti en 1997.

## Synopsis
Édouard Vuibert, surnommé Eddy (Richard Anconina) est un jeune chômeur arpentant les rues de Paris dans l'espoir de trouver du travail. En tentant d'échapper à deux escrocs après avoir gagné à leur jeu de bonneteau, il tombe sur Victor Benzakhem (Richard Bohringer), patron juif de l'entrepôt de textile American Dream dans le quartier du Sentier. En voyant un collier représentant une étoile de David par terre, Benzakhem embauche le jeune homme en pensant à tort qu'il est de confession juive, alors que le collier appartenait à un des deux escrocs.
D'abord simple manutentionnaire, Eddie devient vendeur et gravit peu à peu les échelons. Il se rapproche de la fille du patron, Sandra (Amira Casar). Se faisant passer pour un Juif auprès de ses amis et de Sandra, le jeune homme finit par monter sa propre entreprise avec l'aide de Dov (Vincent Elbaz) et Yvan (Bruno Solo), ce qui n'est pas du goût de Benzakhem. Mais quand Eddie apprend que la première fournée de son produit a été volée, il doit trouver une solution qui sera de s'associer avec le millionnaire Patrick Abitbol (Gilbert Melki), cousin du mythomane Serge Benamou (José Garcia). Mais en privé, Dov doit faire face au fait qu'il a mis enceinte Karine (Aure Atika), la fiancée du styliste Rafi (Elie Kakou), et que Eddie devra tôt ou tard avouer à Sandra qu'il n'est pas juif...

## Fiche technique
Sauf indication contraire, les informations mentionnées dans cette section peuvent être confirmées par la base de données cinématographiques IMDb,  présente dans la section « Liens externes ».
- Titre original et québécois : La vérité si je mens ![1]
- Réalisation : Thomas Gilou
- Scénario : Gérard Bitton et Michel Munz
- Musique : Gérard Presgurvic
- Décors : Olivier Raoux
- Costumes : Marianne Camara et Marie-José Escolar
- Photographie : Jean-Jacques Bouhon
- Son : Bernard Leroux, Frédéric Ullmann, Fabien Adelin
- Montage : Nathalie Hubert
- Production : Aissa Djabri, Farid Lahouassa et Manuel Munz
- Sociétés de production[2] : Les Productions Jacques Roitfeld, Orly Films, Vertigo Productions, France 2 Cinéma, M6 Films et Canal+
- Sociétés de distribution : AFMD
- Budget : 3,86 millions d’ €[3]
- Pays de production : France
- Langues originales : français, hébreu, anglais
- Format[4] : couleur - 35 mm - 1,85:1 (Panavision) - son Dolby SR
- Genre : comédie
- Durée : 100 minutes
- Date de sortie[1] :
  - France : 30 avril 1997
  - Québec : 7 novembre 1997
  - Belgique : 7 mai 1997[5]
- Classification[6] :
  - France : tous publics[7]
  - Belgique : tous publics (Alle Leeftijden)[5]

## Distribution
- Richard Anconina : Édouard Vuibert dit « Eddie », chômeur non juif, devient manutentionnaire, vendeur puis patron
- Richard Bohringer : Victor Benzakhem, patron d'entreprise de textile, homme d'affaires de la vieille école
- Amira Casar : Sandra Benzakhem, fille de Victor
- Vincent Elbaz : Dov Mimran, vendeur de Victor, meilleur ami puis associé d'Eddie
- Aure Atika : Karine Benchetrit, maîtresse de Dov
- Élie Kakou : Rafi Stylmod, habilleur de la haute société, compagnon de Karine
- José Garcia : Serge Benamou, homme d'affaires raté puis fêtard
- Bruno Solo : Yvan Touati, ami de Dov puis associé d'Eddie
- Gilbert Melki : Patrick Abitbol, homme d'affaires milliardaire, cousin de Serge
- Anthony Delon : Maurice Aflalo, meilleur vendeur de Victor, petit ami de Sandra
- Sabrina Van Tassel : Muriel, amie de Karine
- Victor Haïm : le rabbin
- Isaac Sharry : Robert, beau-frère de Dov
- Gladys Cohen : la mère de Dov
- Valérie Benguigui : Elie, sœur de Dov et femme de Robert
- Guy Amram : René les yeux bleus, usurier du Sentier
- Christophe Le Masne : M. Vanier, banquier
- Gilbert Lévy : le beau-frère de Victor
- Roméo Sarfati : Benny Dentrit, ami de Serge, restaurateur
- Emma Warg : Effi, fiancée norvégienne de Patrick, puis maîtresse de Serge
- Liliane Cebrian : Madame Benzakhem, mère de Sandra

## Production

### Genèse
À l'origine, le scénario du film devait être issu du livre écrit par Michel Munz, Rock Casher, roman sur les Séfarades du Sentier vu par un pianiste ashkénaze, sorti en 1988. À travers la société Vertigo, les producteurs Aïssa Djabri, Farid Lahouassa et Manuel Munz (aucun lien de parenté avec Michel) prennent une option sur le livre. Mais, faute d'argent, le film ne verra jamais le jour.
En 1993, Michel Munz travaille désormais avec Gérard Bitton, devenu son coscénariste et ami. L'idée de transposer Rock Casher est abandonnée, mais pas celle d'écrire une comédie sur les juifs du Sentier. Un producteur est intéressé mais abandonne par la suite. « À l'époque, se souvient Gérard Bitton, parler de la communauté juive de cette façon brisait des tabous : volonté de gagner de l'argent, le cul… ». Il est décidé que le personnage principal du film serait inspiré des débuts de Mehmood Bhatti à Paris.
En 1995, retour à la société Vertigo et le trio de producteurs est pris au sérieux, grâce au succès du Péril jeune de Cédric Klapisch. Il a également produit Raï, de Thomas Gilou, à qui il confie la réalisation de La vérite si je mens. « On aime son souci du réalisme », dit Aïssa Djabri.

### Attribution des rôles
Le rôle d'Eddie était à l'origine dévolu à Bruno Solo, alors pas assez connu au goût des producteurs. À sa place est pressenti Guillaume Depardieu, bientôt victime d'un accident de moto, puis Antoine de Caunes, qui préfère jouer dans La Divine Poursuite de Michel Deville. Il est aussi proposé à Albert Dupontel quand Richard Anconina, à qui est proposée une participation en vedette invitée, demande à interpréter Eddie et obtient le rôle.
Le réalisateur avait proposé à Yvan Attal d'y participer mais ce dernier a refusé. Le réalisateur avait aussi proposé à Dominique Farrugia et Jean-Pierre Bacri des rôles, mais ils ont tous deux également refusé, trouvant les rôles trop caricaturaux.
Gilbert Melki avait lui été initialement casté comme figurant pour le film à la suite d'une annonce passée par la production. Il demanda très vite à rencontrer Thomas Gilou afin d'obtenir un rôle plus important, une audace qui a payé car il a été recontacté trois jours après avoir passé des essais auprès de la directrice de casting.

## Bande originale
Sauf indication contraire ou complémentaire, les informations mentionnées dans cette section proviennent du générique de fin de l'œuvre audiovisuelle présentée ici.
- Act Like You Know - Fat Larry's Band
- Let's All Chant - Michael Zager
- Où sont les femmes ? - Patrick Juvet
- Viens à Juan les Pins - Bob Azzam
- I Like Remix - Impulsion
- Stayin' Alive - Bee Gees
- Cut A Rug - Dirty Jesus
- Kouftanek Mahloul - Blond-Blond
- Nice n'Nasty - Salsoul Orchestra
- La Monnaie - Nèg' Marrons
- Elli Ghir - Lili Boniche
- Have Fun, Go Mad (en) - Blair MacKichan (en)
- Alabina - Alabina
- Shoo-Be-Doo-Be-Doo-Da-Day - Stevie Wonder

## Box-office
- Nombre d'entrée en France : 4 921 478 entrées dont 1 297 974 entrées à Paris[3].

## Distinctions
Entre 1997 et 1998, La Vérité si je mens ! a été sélectionné 5 fois dans diverses catégories et a remporté 1 récompense,.

### Récompenses
- Festival international du film de comédie de l'Alpe d'Huez 1997 :
  - Prix du public pour Thomas Gilou.

### Nominations
- Festival international du film de comédie de l'Alpe d'Huez 1997 :
  - Prix Spécial du Jury pour Thomas Gilou,
  - Grand Prix 1997 pour Thomas Gilou.
- César 1998 :
  - Meilleur jeune espoir masculin pour José Garcia,
  - Meilleur jeune espoir féminin pour Amira Casar.

## Autour du film
- Quand Gilbert Melki a un problème avec sa télévision, on peut apercevoir un petit extrait de Raï, film également réalisé par Thomas Gilou juste avant La Vérité si je mens !.
- Au moins six faux-raccords sont visibles dans le film :
  - Lorsqu'Eddie souhaite raccompagner Sandra avec la voiture de Serge, il doit passer par la porte passager pour s'installer au volant. Alors que le plan le montre passer de la place passager au volant, Maurice arrive en voiture et Sandra dit qu'elle doit partir. A ce moment-là, Eddie est de nouveau à la place passager.
  - Lorsque le couple est bloqué sur le parking par la voiture de Maurice, et que l’homme défonce le pare brise de la BMW Z3, on peut voir que le pare brise est très abîmé, alors que sur le plan suivant lorsque Maurice arrive, le pare brise est beaucoup moins abîmé. La deuxième scène a donc été tournée avant la première.
  - Lorsque Patrick gare sa Rolls Royce sur la plage, les deux roues avant s'ensablent. Au changement de plan, quand Eddie et Dov discutent, les deux roues avant sont bien dégagées du sable.
  - Quand Dov se met à embrasser le gros ventre de Karine, chez Rafi, il tourne la tête de gauche à droite pour la repositionner au milieu alors que, sur le gros plan qui suit, sa tête est orientée vers le côté gauche du ventre.
  - Lorsque Rafi se jette sous les roues de la Rolls de Patrick, on peut voir très distinctement, sur les plans suivants, le trait de repère démarquant la tête d'Elie Kakou sur la route.
  - Dans le hammam, au moment où Benny dit « La vérité, vous me faites honte ! », Serge, assis à côté de lui, apparaît redressé sur son emplacement alors que, sur le plan suivant, il est soudainement plus rabaissé à la hauteur de ses camarades.

Des scènes du film ont été effectuées passage Sainte-Foy (après la scène du jeu de bonneteau), rue Saint-Denis (226 rue Saint-Denis), passage Lemoine...
- En 1999, la sitcom de France 2, Sur la vie d'ma mère est vaguement inspirée du film[12].